# Casalabriva
Casalabriva é uma comuna francesa na região administrativa de Córsega, no departamento de Córsega do Sul. Estende-se por uma área de 15,92 km². 